# 黃金傳奇
《黃金傳奇》是台灣1995年超級電視台（現東森超視）自製的外景綜藝節目。播出期間橫跨超視第一代至第二代標誌時期，播出時段為每周日中午十二時三十分至下午二時三十分，每集包括廣告之長度為二個小時，內容為由兩名主持人各帶領三名參賽者闖關尋寶。每集開場及結束時，全體齊喊口號：「黃金傳奇，黃金大追擊！」
每次闖關成功的隊伍，可獲得因節目長度與集數不同而有的二分之一或三分之一，甚至是四分之一或五分之一不等數量的藏寶圖；拼湊出完整藏寶圖者，可憑著藏寶圖提示至寶箱放置處；最後以正確寶箱之正確答案鑰匙開啟成功者，除隊長本身外的每位參賽者，即可獲得價值新台幣五萬元之黃金金牌。每集播畢後，播出幕後花絮節目《黃金傳奇 幕後大車拼》。
宏觀電視也曾經重播過此節目。而自2015年起，YouTube東森超視官方頻道，也提供部分集數的完整版。第三百一十五集之前的節目內容之片尾工作人員表被刪除，包括片尾版權標示「超級傳播股份有限公司」（部份集數除外）；第三百一十六集起會逐一列出。YouTube東森超視官方頻道版本，均沒有《黃金傳奇 幕後大車拼》。

## 節目播出時間
自1995年10月15日起，播出第一集九份尋寶。節目至2003年1月5日結束。

## 開場白
下列開場白只在早期使用。後期沒有使用，直接進節目。
|  | 在浩瀚無垠的宇宙中，一顆最明亮的星球上，發生了一段尋寶的傳奇故事！ |

## 歷屆主持人
- 早期：紅隊王麗玲，藍隊曾國城[1]
- 後期：紅隊姚黛瑋，藍隊曾國城[1]
- 與新傳媒合作時期：紅隊新加坡藝人潘淑欽，藍隊曾國城

## 遊戲規則
因各時期主持人與幕後工作人員的構思，每一期主持人的風格不盡相同。下列就各以三位不同主持人的主持時期做介紹。

### 王麗玲主持版本

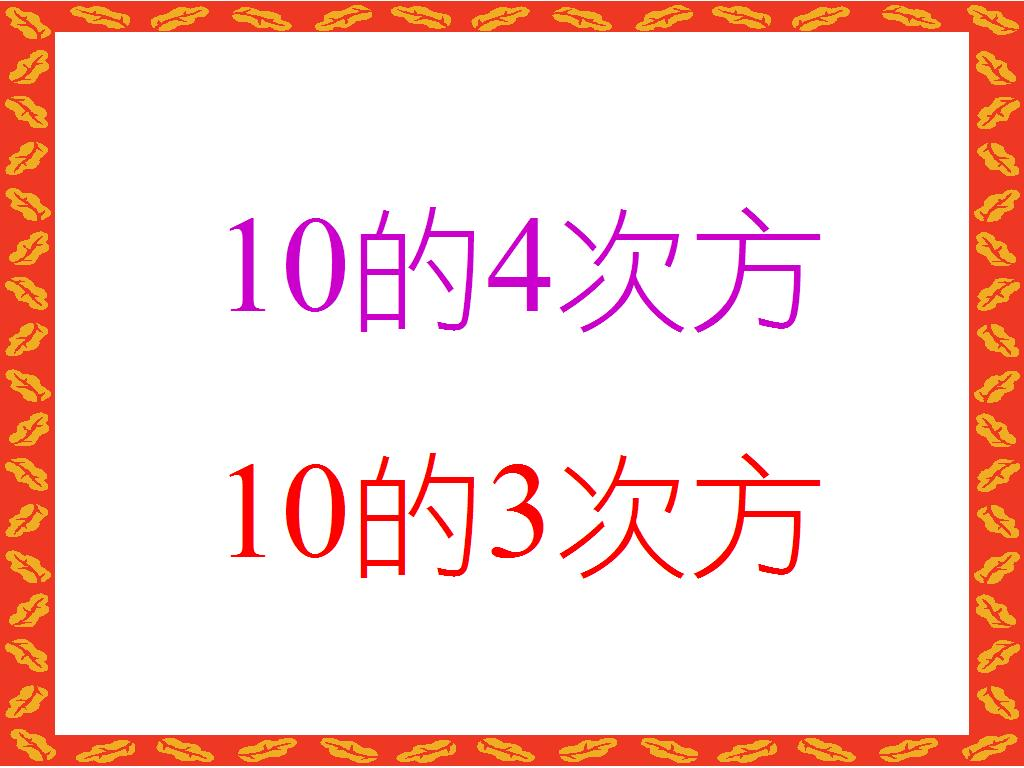
提示文字「10的4次方」與「10的3次方」，「10的4次方」是一萬，「10的3次方」是一千，而「10的4次方」是以紫色表示、「10的3次方」是以紅色表示，所以該提示的答案是「萬紫千紅」

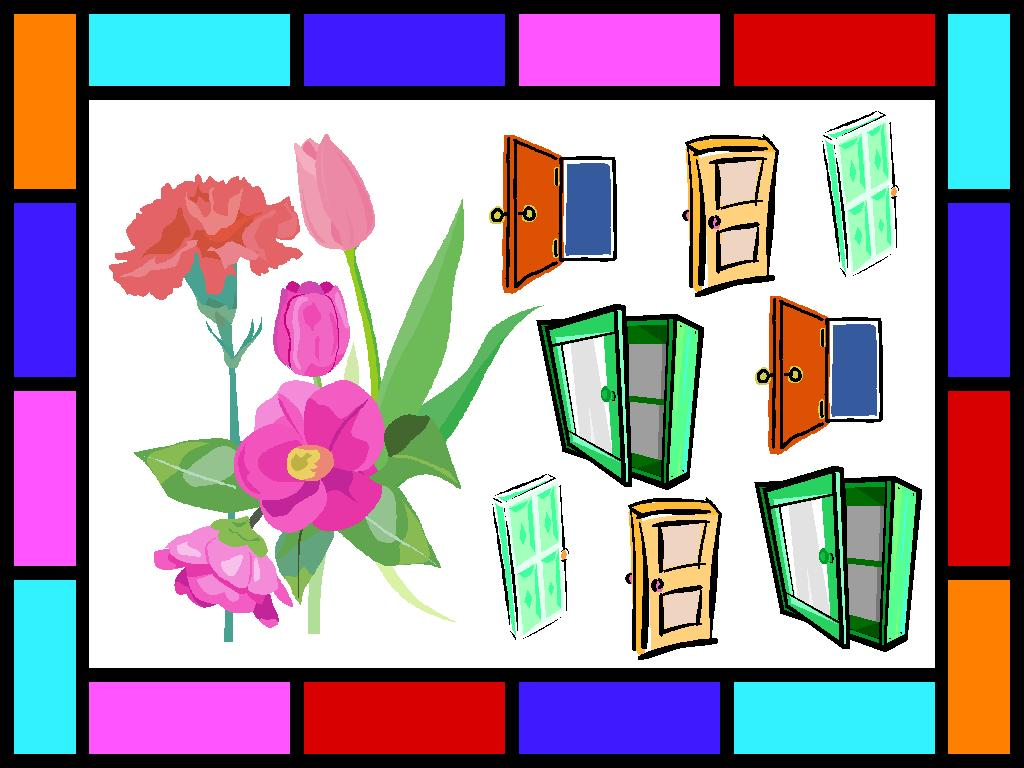
提示有五朵不同種類的花以及八扇門，可推得答案「五花八門」，當然也可能是一個餐廳或住所的名稱，這些都要配合地圖才能找到該地點

一開始，節目會推派出一位「守護神」，例如飯店經理、導遊等，講解當地名勝之風光等。之後守護神頒發各隊的提示與地圖，金仙子（沈佳穎擔任）頒發各隊三面「有求必應」金牌。守護神吹哨子一聲，兩隊即可出發。
如果在闖關同時需要用到花費者，守護神會頒發零用金。但如果闖關同時將零用金全數用盡，則必須要透過賣藝方式向路人索取盤纏。
每一隊在解開提示後，就會按照提示，參考地圖，前往闖關處。
而提示有下列種類：
- 圖形提示：例如從圖中檢視規律、圖形的尺寸關係等。
- 物品提示：從一個物品的形狀、名稱等，推出提示。
- 聲音提示：透過收音機、金仙子的口述，推出謎底。
- 組合提示：將一個物品與相關的物品的組合，例如地圖，即可找出謎底。
- 文字提示：包括拆字提示、注音提示、數學提示、諧音提示等。

由於參賽者素質可謂「良莠不齊」，遇到參賽者無法共同解開的提示，或參賽者無法以現有難度完成遊戲關卡時，只要參賽者祭出「有求必令」金牌，並由參賽者共同呼叫「天靈靈，地靈靈，黃金急急如律令，有請金仙子！」時，金仙子就會適時的現身，並替該題提示解說解法與解答，或以較簡單的難度完成該遊戲關卡。前三集則是以燒符咒的方式呼叫金仙子，可能是考慮到環保與人身安全，所以第四集之後，改為「有求必令」金牌。
每一個關卡都會有「關主」等候參賽者的到來，可能是當地人，也可能是店家的店長等負責人。但在此版本的後期，則以工作人員為關主者的情況居多。如果闖關成功，可獲得下一關提示或藏寶圖。得到藏寶圖的同時，金仙子會再給予下一關的提示，或者湊齊藏寶圖後，解藏寶圖，並依照提示，前往鑰匙藏放處，並到寶箱藏放處開鎖取黃金。
遊戲關卡種類如下：
- 猜拳遊戲：配合當地本土文化，或是以一個地點的特徵，進行猜拳。通常以三種姿勢為的拳為一個關卡，每個參賽者要贏過關主指定次數，才能過關，或者是在指定次數內，以「幾戰幾勝」的方式贏過關主。
- 任務遊戲：讓參賽者尋找該關卡的蛛絲馬跡，例如不尋常處，或者是幫助關主購買指定數量的商品、從他處取得物品等。
- 猜謎益智遊戲：以當地景點或場所，進行猜謎，可能是選擇題，也可能是是非題，或是問答題。
- 其他另類遊戲：製作單位設計一些「另類的」遊戲，讓參賽者也能「動一動」。例如：以肉槌敲打高爾夫球，模擬高爾夫球的揮桿。

不過，雖然遊戲有經過製作單位的實際測試，但有時會遇上一些狀況時，當時遊戲就無法順利進行，此時就會以另外的方式進行遊戲，或者是改變遊戲規則，或停止該集節目（例如：在1996年5月5日第三十集的節目，製作單位曾前往成功嶺拍攝，但在兩隊闖到第六關卡步槍射擊課目時，突然下起傾盆大雨，之後因避雨時間過長影響拍攝進度，製作單位遂下令停止拍攝）。
寶箱藏放處之外仍有十把到十二把鑰匙與一道題目，題目的答案在鑰匙上，但規定是一次只能拿一把，不正確的答案就是開不了寶箱，正確的答案就可以開啟寶箱，每位參賽者就可獲得價值新臺幣五萬圓整的黃金金牌一面。而最後的寶箱鑰匙，是不可以使用「有求必應」金牌，請金仙子給予答案的。另外在開啟寶箱時，該隊的所有參賽者均須到齊，開啟寶箱並取得黃金金牌者才能算獲勝。在第二百八十四集起，寶箱鑰匙則是直接由關主供給，不做謎面解答，以搶旗制，先到達寶箱並開啟寶箱者而取得黃金金牌者獲勝。同前期，所有參賽者到齊，再行將寶箱開啟，才能算該隊勝利。
新臺幣五萬圓整的黃金金牌，會在節目結束前，由守護神頒發給勝隊參賽者。

### 姚黛瑋主持版本
王麗玲因考慮到在加拿大的兒子的生活，故毅然辭去主持人職務，並宣布退出演藝圈。王麗玲離開主持後，自第三百一十六集起，由姚黛瑋接棒，擔任紅隊隊長（於第三百一十五集回顧節目進行交接儀式），主持至第三百四十一集為止。
此時期的節目特點如下：
- 最大的特點在於不使用零用錢制度，所有需要於店家或景點的費用，均由製作單位承擔與支付，故街頭賣藝用金牌則取消。
- 關卡數與前一版比較，減少許多，因此有求必應金牌從每一集節目的三面降至兩面。而使用有求必令金牌時，金仙子不會現身。因此口令只要簡化成「天靈靈、地靈靈。黃金急急如律令！」即可。但參賽者必須先經過「黃金任務」，完成後才能由工作人員獲得解答。「黃金任務」可能是讓參賽者食用比較讓參賽者難以接受的食品，或讓參賽者自行做完成一件事情，視當時製作單位的決定而進行。其實「黃金任務」帶有一點整人的意味，例如要參賽者吃加了胡椒粉的甜點，或者超過音量標準，唱《長城謠》。製作單位如此的決定，其理由是希望參賽隊伍能夠用自己真正的智慧去解謎，而不是過度依靠與依賴有求必應金牌，失去了尋寶的樂趣。
  - 正因為金仙子制度已於此時期被取消，故金仙子也就有機會成為紅藍兩隊其中的參賽者。基於比賽公平原則，這些前任金仙子就不可能事先知道提示的解謎原則，更不可能知道每一關的關卡地點。
- 開場如早期，但是一開始的遊戲則是兩隊同時進行，勝隊可選擇路線，失敗隊伍先接受關主給予的懲罰後，再選擇勝隊屏除的選擇路線。
- 藏寶圖數量也有二分之一或三分之一，甚至因節目長度，也可能有四分之一或五分之一。
- 最後取得黃金的參賽隊伍，則自行宣判獲勝。因此節目在最後不做結尾錄製，也不請守護神發表感想。

### 潘淑欽主持版本
潘淑欽主持是超視曾經與新加坡新傳媒私人有限公司（簡稱「新傳媒」）合作播出的版本，自第三百四十二集起開始播出。這種版本在台灣的海外錄影，與於海外電視節目播放時，考慮到海外華人比較不使用注音符號，故製作單位所出題，就不會出現注音符號解題方式的提示。其餘規則與姚黛瑋主持版本相同。

## 幕後工作人員
下列是《黃金傳奇》節目的幕後工作人員，分為節目部、美術部，以及工程部門。

### 節目部
- 第一批元老：劉平岳[2]、許永權、翁珮芬、戴佩龍、連銘泉、鄭喻方、陳仲菱、蔡奕欽、暴壯凌等人。
- 中期加入：鮑行健、楊雅雯…等人。
- 後期加入：葛知信、黄廷光、蘇國梁、宣紫雯、連恭平、蘇善村、蕭百純、趙君佩、陳夢琳、黃琳容…等人。

### 美術部
- 美術指導：楊新主、高志龍、鄭人誠、張威能、陳建佑…等人。
- 梳化妝：張景如…等人。

### 工程部
- 袁春明、張世強、杜林顯、彭家如、黄張富、馬怡堅、陳濟森、單汝誠、周知成…等人。

## 歌曲
《真宏家族2000Party》的第六軌曲目為〈黃金傳奇〉，演唱者為王麗玲、曾國城以及金仙子沈佳穎，作詞者為宋少卿，作曲者為黃名偉。

## 後續
《黃金傳奇》於2003年1月5日停播後隔一年多，三立都會台於2005年6月12日製作同性質後續節目《冒險奇兵》，由曾國城搭配新生代女主持人陸明君共同主持。

## 註解
1. 1 2  張瑞振. . 自由時報 (臺北). 2001年年11月2日  [2016-01-29]. （原始内容存档于2017-06-01）.
2. ↑  張瑞振. . 自由時報 (臺北). 2001年10月30日  [2016-01-29]. （原始内容存档于2017-03-05）.
3. ↑  .   [2016-03-04]. （原始内容存档于2020-04-09）.

## 外部連結
- 新傳媒《黃金傳奇》節目
- 《黃金傳奇》於東森超視的歷屆節目內容 （页面存档备份，存于）